# ダヴィッド・ヴェイラ (小惑星)
ダヴィッド・ヴェイラ (1037 Davidweilla) は小惑星帯に位置する小惑星。アルジェリアのアルジェ天文台で、ポーランド出身のフランスの天文学者ヴェニアミン・ジェコフスキーによって発見された。
科学アカデミーのメンバーで、ソルボンヌ在住の資金提供者ダヴィッド・ヴェイル (David Weill) に因んで命名された。